# Баге-Пир
Баге-Пир (перс. باغ پیر‎) — село на севере Ирана, в остане Альборз. Входит в состав шахрестана Кередж. Является частью дехестана (сельского округа) Гермдерре бахша Меркези.

## География
Село находится в юго-восточной части Альборза, в долине реки Кередж, к югу от гор Эльбурс, к востоку от Кереджа, административного центра провинции. Абсолютная высота — 1532 метра над уровнем моря.

## Население
По данным переписи 2006 года население села составляло 208 человек (107 мужчин и 101 женщина). В Баге-Пире насчитывалось 57 семей. Уровень грамотности населения составлял 79,33 %. Уровень грамотности среди мужчин составлял 79,44 %, среди женщин — 79,21 %.